# Nucleus reuniens
A nucleus reuniens a talamuszi középvonali magcsoport része. Az emberi agyban az intertalamikus összenövésben helyezkedik el (massa intermedia).
A nucleus reuniens számos területről afferens bemenetet kap, főként limbikus rendszerrel és a limbikus rendszerrel működő területekről. Az efferens rostjait a prefrontális kéregbe, a hippokampuszba és az entorinális kéregbe küldi, valamint az afferens rostokat indító területtel is gyenge kapcsolatban van.
A prefrontális kérgi-hippokampuszi kapcsolat lehetővé teszi, hogy szabályozza a közöttük lévő idegi forgalmat a figyelem mértékének változásával, valamint hozzájáruljanak az asszociatív tanuláshoz, a térbeli útvonaltervezéshez, a stresszhez való alkalmazkodáshoz és a memória általánosításához.